# Boisjean
Boisjean település Franciaországban, Pas-de-Calais megyében. Lakosainak száma 513 fő (2022. január 1.). Boisjean Écuires, Lépine, Maintenay, Roussent, Wailly-Beaucamp, Beaumerie-Saint-Martin, Brimeux, Buire-le-Sec és Campagne-lès-Hesdin községekkel határos.

## Népesség
A település népességének változása:
| Lakosok száma | 513  | 515  | 517  | 505  | 500  | 499  | 502  | 498  | 513  |
|               | 2013 | 2015 | 2016 | 2017 | 2018 | 2019 | 2020 | 2021 | 2022 |